# Aust Cliff
Aust Cliff (la scogliera di Aust) è un sito geologico di 5,3 ettari situato all'estuario del fiume Severn, presso il villaggio di Aust, nel South Gloucestershire, in Inghilterra. Ha ottenuto la classificazione ufficiale di geosito SSSI (Site of Special Scientific Interest) nel 1954 per i ritrovamenti di reperti fossili databili al Retico, l'ultima età del Triassico. Sono state ritrovate ossa di Pterosauro e numerosi resti di insetti.

## Geologia
Gli strati inferiori della scogliera sono a base di argilla, con bande di noduli di alabastro bianco-rosato. Al di sopra degli strati rossicci si trova una zona verdastra, seguita dalla zona dei ritrovamenti ossei del Triassico alla base degli scisti scuri. Gli scisti sono ricoperti da calcare giallastro.

## Paleofauna

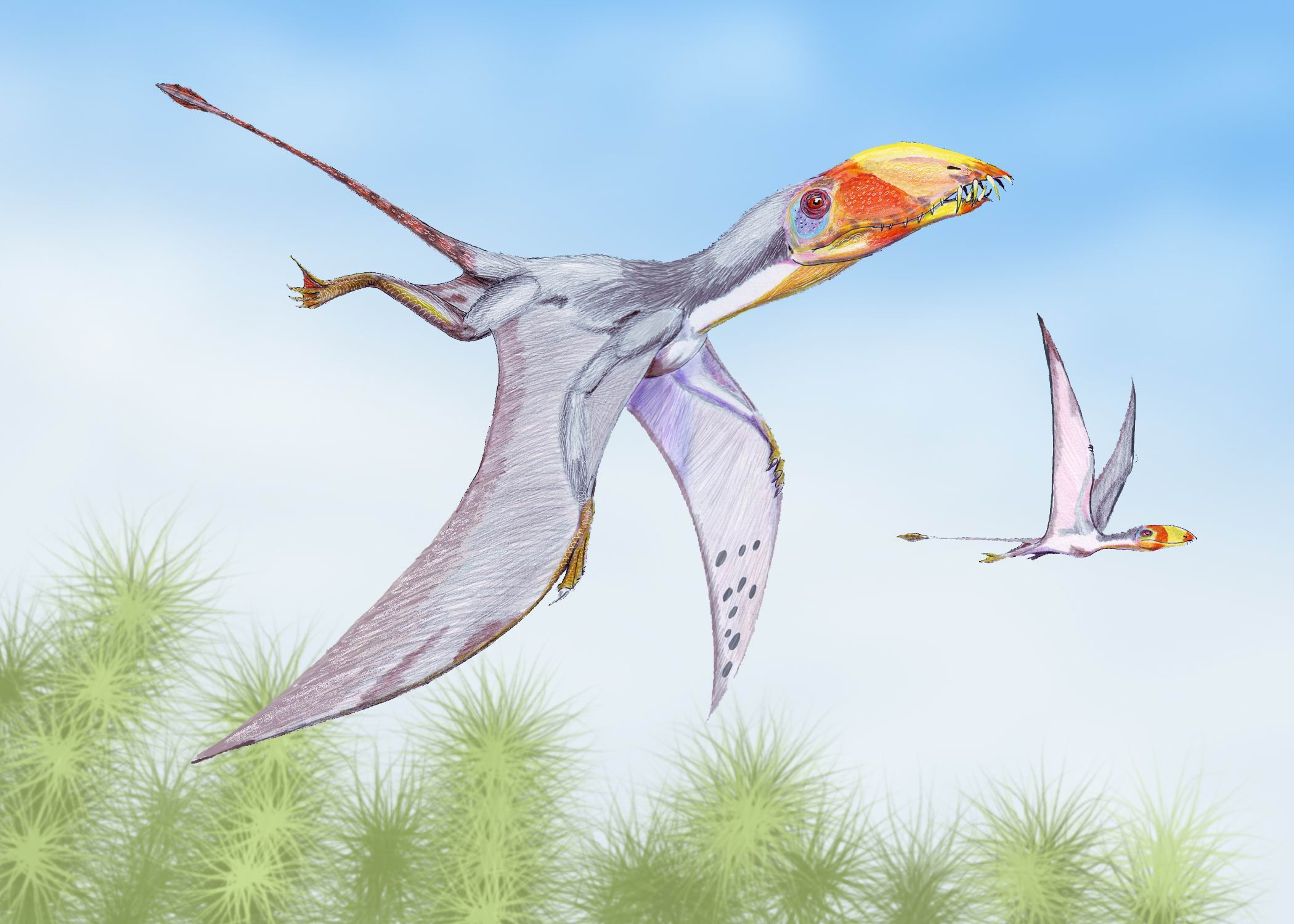
Dimorphodon

| Genus: - Dimorphodon 1. D. macronyx |